# Badminton nos Jogos Pan-Americanos de 2011
O badminton nos Jogos Pan-Americanos de 2011 foi realizado em Guadalajara, México, entre 15 e 20 de outubro. Simples e duplas masculino e feminino e duplas mistas foram os eventos disputados no Ginásio de Usos Múltiplos.

## Calendário
| Outubro   | 13 | 14 | 15 | 16 | 17 | 18 | 19 | 20 | 21 | 22 | 23 | 24 | 25 | 26 | 27 | 28 | 29 | 30 |
| --------- | -- | -- | -- | -- | -- | -- | -- | -- | -- | -- | -- | -- | -- | -- | -- | -- | -- | -- |
| Badminton |    |    |    |    |    |    | 2  | 3  |    |    |    |    |    |    |    |    |    |    |

|  | Dia de competição |  | Dia de final |

| Outubro              | 15                       | 16            | 17                | 18         | 19    | 20    |
| -------------------- | ------------------------ | ------------- | ----------------- | ---------- | ----- | ----- |
| Individual masculino | Primeira e segunda fases | Terceira fase | Quartas de finais | Semifinais |       | Final |
| Individual feminino  | Primeira fase            | Segunda fase  | Quartas de finais | Semifinais |       | Final |
| Duplas masculinas    | Primeira fase            | Segunda fase  | Quartas de finais | Semifinais | Final |       |
| Duplas femininas     | Primeira fase            | Segunda fase  | Quartas de finais | Semifinais | Final |       |
| Duplas mistas        | Primeira fase            | Segunda fase  | Quartas de finais | Semifinais |       | Final |

## Países participantes
Abaixo, a quantidade de atletas enviados por cada país, de acordo com o evento.
| CON                      | Individual masculino | Duplas masculinas | Individuals feminino | Duplas femininas | Duplas mistas | Total | Total   |
| CON                      | Individual masculino | Duplas masculinas | Individuals feminino | Duplas femininas | Duplas mistas | Cotas | Atletas |
| ------------------------ | -------------------- | ----------------- | -------------------- | ---------------- | ------------- | ----- | ------- |
| ARG Argentina            | 1                    |                   | 1                    |                  | 1             | 3     | 2       |
| BAR Barbados             | 1                    |                   | 1                    |                  | 1             | 3     | 2       |
| BRA Brasil               | 3                    | 2                 | 3                    | 2                | 2             | 12    | 8       |
| CAN Canadá               | 2                    | 1                 | 2                    | 2                | 2             | 9     | 8       |
| CHI Chile                | 3                    | 1                 | 2                    | 1                | 2             | 9     | 6       |
| CUB Cuba                 | 2                    | 1                 | 2                    | 1                | 2             | 8     | 4       |
| DOM República Dominicana | 2                    | 1                 | 2                    | 1                | 2             | 8     | 4       |
| ECU Equador              | 1                    |                   | 1                    |                  | 1             | 3     | 2       |
| GUA Guatemala            | 3                    | 1                 | 3                    | 2                | 1             | 10    | 8       |
| JAM Jamaica              | 2                    | 1                 | 2                    | 1                | 2             | 8     | 4       |
| MEX México               | 3                    | 2                 | 3                    | 2                | 3             | 13    | 8       |
| PER Peru                 | 3                    | 1                 | 3                    | 2                | 2             | 11    | 8       |
| PUR Porto Rico           | 1                    |                   | 1                    |                  | 1             | 3     | 2       |
| SUR Suriname             | 3                    | 1                 | 3                    | 1                | 2             | 10    | 6       |
| USA Estados Unidos       | 1                    | 2                 | 2                    | 2                | 2             | 9     | 8       |
| VEN Venezuela            | 3                    | 2                 | 3                    | 2                | 2             | 12    | 8       |
| Total: 16 CONs           | 34                   | 16                | 34                   | 19               | 27            | 131   | 88      |

## Medalhistas
Masculino
| Evento              | Ouro                                        | Prata                                            | Bronze                                                              |
| ------------------- | ------------------------------------------- | ------------------------------------------------ | ------------------------------------------------------------------- |
| Individual detalhes | Kevin Cordón GUA Guatemala                  | Osleni Guerrero CUB Cuba                         | Charles Pyne JAM Jamaica Daniel Paiola BRA Brasil                   |
| Duplas detalhes     | Howard Bach Tony Gunawan USA Estados Unidos | Halim Ho Sattawart Pongnairat USA Estados Unidos | Andrés López Lino Muñoz MEX México Adrian Liu Derrick Ng CAN Canadá |

Feminino
| Evento              | Ouro                              | Prata                                  | Bronze                                                                    |
| ------------------- | --------------------------------- | -------------------------------------- | ------------------------------------------------------------------------- |
| Individual detalhes | Michelle Li CAN Canadá            | Joyceyln Ko CAN Canadá                 | Victoria Montero MEX México Claudia Rivero PER Peru                       |
| Duplas detalhes     | Alex Bruce Michelle Li CAN Canadá | Iris Wang Rena Wang USA Estados Unidos | Grace Gao Joyceyln Ko CAN Canadá Eva Lee Paula Obanana USA Estados Unidos |

Misto
| Evento          | Ouro                         | Prata                               | Bronze                                                                               |
| --------------- | ---------------------------- | ----------------------------------- | ------------------------------------------------------------------------------------ |
| Duplas detalhes | Grace Gao Toby Ng CAN Canadá | Halim Ho Eva Lee USA Estados Unidos | Claudia Rivero Rodrigo Pacheco PER Peru Howard Bach Paula Obanana USA Estados Unidos |

## Quadro de medalhas
| Ordem | País               | Medalha de ouro | Medalha de prata | Medalha de bronze |    |
| ----- | ------------------ | --------------- | ---------------- | ----------------- | -- |
| 1     | CAN Canadá         | 3               | 1                | 2                 | 6  |
| 2     | USA Estados Unidos | 1               | 3                | 2                 | 6  |
| 3     | GUA Guatemala      | 1               |                  |                   | 1  |
| 4     | CUB Cuba           |                 | 1                |                   | 1  |
| 5     | MEX México         |                 |                  | 2                 | 2  |
| 5     | PER Peru           |                 |                  | 2                 | 2  |
| 7     | BRA Brasil         |                 |                  | 1                 | 1  |
| 7     | JAM Jamaica        |                 |                  | 1                 | 1  |
| TOTAL | TOTAL              | 5               | 5                | 10                | 20 |